# John A. Logan
John A. Logan (Murphysboro, Illinois, 1826. február 9. – Washington, 1886. december 26.) az Amerikai Egyesült Államok szenátora (Illinois, 1871–1877 és 1879–1886). Katonaként szolgált a Mexikói–amerikai háborúban és az Amerikai polgárháború tábornoka volt Észak oldalán küzdve. 

## Élete
1872-ben a (republikánus) képviselőház kilenc politikus nevét nyújtotta be vizsgálatra a (republikánus) szenátusnak a Crédit Mobilier-botrány miatt, a listán John A. Logan is szerepelt.
Politikai karrierjét Illinois államban kezdte, az állam törvényhozásának szenátora lett, majd kongresszusi képviselő és szenátor. 1884-ben James G. Blaine elnökjelöltnek lett volna alelnöke, ha a választáson befut. A Grand Army of the Republic mozgalom egyik vezetőjeként főként neki tulajdonítják a Memorial Day (Emlékezet napja) nemzeti ünnepként való elismertetését.